# جامعة هوكايدو
جامعة هوكايدو هي واحدة من الجامعات الوطنية في اليابان، وهي عضو للمجلس الوطنى للجامعات السبع، التي أنشئت كأفضل جامعات التعليم العالي الوطني أو معهد البحوثً. تقع في وسط مدينة سابورو، إلى الشمال مباشرة من محطة سابورو، وتمتد إلى حوالي 2.4 كيلو متر شمالاً. وتعتبر أحد أفضل الجامعات في اليابان.

## التاريخ
تأسست جامعة هوكايدو في عام 1876 من قبل ويليام كلارك S ، مع مساعدة خمسة من أعضاء هيئة التدريس ووصل حجم الدرجة الأولى من 24 طالبا . في 1 أبريل 1918 كانت واحدة من تسعة جامعات الامبراطورية. تأسست كلية الطب في عام 1919، وأعقب ذلك كلية الهندسة، وكلية العلوم، وأخيراً في عام 1947، كلية الحقوق والآداب . وجاء الاسم الحالي للجامعة هوكايدو أيضا بداية الاستخدام في عام 1947. وفي عام 1953، تم إنشاء كلية الدراسات العليا.